# Metacrobunus
Genre
Metacrobunus est un genre d'opilions laniatores de la famille des Epedanidae.

## Distribution
Les espèces de ce genre se rencontrent en Malaisie et à Singapour.

## Liste des espèces
Selon World Catalogue of Opiliones (26/06/2021) :
- Metacrobunus frontalis Banks, 1930
- Metacrobunus macrochelis Roewer, 1915

## Publication originale
- Roewer, 1915 : « 106 neue Opilioniden. » Archiv für Naturgeschichte, vol. 81, no 3, p. 1–152 (texte intégral).